# Con questo anello
Con questo anello (With This Ring) è un film tv del 2015 diretto da Nzingha Stewart.
Il film è stato mandato in onda il 12 giugno 2017 sul canale Food Network col titolo Prima o poi ti sposo.

## Trama
Tre donne si ripromettono di trovare marito entro un anno dalle nozze di un'amica comune, avvenute a Capodanno. L'inizio è pieno di grandi speranze per ciò che potrebbe accadere nei 12 mesi successivi... ma ce la faranno a salire all'altare?